# Тесленко Олександр (боксер)
Олександр Тесленко (англ. Oleksandr Teslenko; 16 липня 1992, Чернівці, Україна) —  український боксер — професіонал важкої вагової категорії . Срібний призер чемпіонату України (2012) серед любителів.
Позиція в рейтингу BoxRec — 69 (червень 2020) у важкій вазі.

## Життєпис
Олександр Тесленко народився 16 липня 1992 року в місті Чернівці, Україна.

## Аматорська кар'єра
Серед любителів Олександр Тесленко провів 247 боїв.
У жовтні 2012 року завоював срібло на чемпіонаті України з боксу у важкій вазі (до 91 кг), в боротьбі за золото програв чемпіону Європи 2006 року Денису Пояцику .

## Професіональна кар'єра
11 вересня 2015 року провів дебютний бій на професійному рингу.
22 липня 2017 року Олександр Тесленко здобув десяту перемогу поспіль на професійному рингу в Лос-Анджелесі, технічним нокаутом у 3-му раунді перемігши американського боксера Хуана Гуда (8-5), який за свою кар'єру жодного разу не був в нокауті або навіть нокдауні .
29 березня 2019 року Олександр Тесленко провів перший титульний бій. Перемігши бразильця Фабіо Мальдонадо, Тесленко здобув титул NABA (Північноамериканської боксерської асоціації) у важкій вазі. 
14 вересня 2019 року Тесленко провів перший захист титула проти американця Шонделла Вінтерса і зазнав першої поразки на професійному рингу технічним нокаутом у п'ятому раунді.

## Статистика професійних боїв
| 17 поєдинків, 16 перемог (12 нокаутом), 1 поразка (1 нокаутом) | 17 поєдинків, 16 перемог (12 нокаутом), 1 поразка (1 нокаутом) | 17 поєдинків, 16 перемог (12 нокаутом), 1 поразка (1 нокаутом) | 17 поєдинків, 16 перемог (12 нокаутом), 1 поразка (1 нокаутом) | 17 поєдинків, 16 перемог (12 нокаутом), 1 поразка (1 нокаутом) | 17 поєдинків, 16 перемог (12 нокаутом), 1 поразка (1 нокаутом) | 17 поєдинків, 16 перемог (12 нокаутом), 1 поразка (1 нокаутом) | 17 поєдинків, 16 перемог (12 нокаутом), 1 поразка (1 нокаутом) |
| Бій                                                            | Рекорд                                                         | Дата бою                                                       | Суперник                                                       | Місце проведення бою                                           | Раундів, Час                                                   | Додатково                                                      |                                                                |
| -------------------------------------------------------------- | -------------------------------------------------------------- | -------------------------------------------------------------- | -------------------------------------------------------------- | -------------------------------------------------------------- | -------------------------------------------------------------- | -------------------------------------------------------------- | -------------------------------------------------------------- |
| 17                                                             | 16-1                                                           | 14 вересня 2019                                                | США Шонделл Вінтерс (11-2)                                     | Брамптон, Канада                                               | TKO 5 (10)                                                     | Втратив титул NABA у важкій вазі                               |                                                                |
| 16                                                             | 16-0                                                           | 29 березня 2019                                                | Фабіо Мальдонадо (26-1)                                        | Торонто, Канада                                                | UD (10)                                                        | Бій за вакантний титул NABA у важкій вазі                      |                                                                |
| 15                                                             | 15-0                                                           | 1 грудня 2018                                                  | Edson Cesar Antonio (40-7-1)                                   | Квебек, Квебек, Канада                                         | TKO 3 (6), 2:55                                                |                                                                |                                                                |
| 14                                                             | 14-0                                                           | 18 серпня 2018                                                 | США Avery Gibson (9-6-4)                                       | США Атлантик-Сіті, Нью-Джерсі, США                             | UD (6)                                                         | Рахунок: 58-55, 59-54, 60-53.                                  |                                                                |
| 13                                                             | 13-0                                                           | 19 травня 2018                                                 | США Terrance Marbra (9-5)                                      | США Мулвейн, Канзас, США                                       | TKO 2 (8), 1:47                                                |                                                                |                                                                |
| 12                                                             | 12-0                                                           | 7 лютого 2018                                                  | США Keenan Hickmon (6-2-1)                                     | США Нью-Йорк, США                                              | TKO 2 (8), 1:09                                                |                                                                |                                                                |
| 11                                                             | 11-0                                                           | 14 жовтня 2017                                                 | США Nick Guivas (14-8-2)                                       | Корнуолл, Онтаріо, Канада                                      | KO 2 (8), 2:05                                                 |                                                                |                                                                |
| 10                                                             | 10-0                                                           | 22 липня 2017                                                  | США Juan Goode (8-5)                                           | США Лос-Анджелес, Каліфорнія, США                              | TKO 3 (6), 2:01                                                |                                                                |                                                                |
| 9                                                              | 9-0                                                            | 24 лютого 2017                                                 | США Bernardo Markes (7-2-1)                                    | США Стьюдио-Сіті, Каліфорнія, США                              | UD (8)                                                         | Рахунок: 80—72, 80—72, 79—73.                                  |                                                                |
| 8                                                              | 8-0                                                            | 28 жовтня 2016                                                 | Vicente Sandez (15-6)                                          | Вінніпег, Манітоба, Канада                                     | KO 2 (10), 1:28                                                |                                                                |                                                                |
| 7                                                              | 7-0                                                            | 9 вересня 2016                                                 | Abraham Pascual (6-1)                                          | Торонто, Онтаріо, Канада                                       | RTD 2 (8), 3:00                                                |                                                                |                                                                |
| 6                                                              | 6-0                                                            | 6 серпня 2016                                                  | Javier Dario Lardapide (8-2-1)                                 | Бедфорд, Нова Шотландія, Канада                                | TKO 1 (8), 2:55                                                |                                                                |                                                                |
| 5                                                              | 5-0                                                            | 17 червня 2016                                                 | Tamas Bajzath (12-17-1)                                        | Монреаль, Квебек, Канада                                       | TKO 2 (6)                                                      |                                                                |                                                                |
| 4                                                              | 4-0                                                            | 14 травня 2016                                                 | Zoltan Kallai (9-6)                                            | Фредериктон, Нью-Брансвік, Канада                              | TKO 2 (6), 1:46                                                |                                                                |                                                                |
| 3                                                              | 3-0                                                            | 22 квітня 2016                                                 | David Garcia (10-4)                                            | Торонто, Онтаріо, Канада                                       | TKO 2 (4)                                                      |                                                                |                                                                |
| 2                                                              | 2-0                                                            | 28 листопада 2015                                              | США Travis Fulton (22-39-1)                                    | Дартмут, Нова Шотландія, Канада                                | DQ 2 (4)                                                       |                                                                |                                                                |
| 1                                                              | 1-0                                                            | 11 вересня 2015                                                | Sandor Balogh (6-2)                                            | Торонто, Онтаріо, Канада                                       | TKO 2 (4), 1:38                                                | Професійний дебют.                                             |                                                                |